# Războiul stelelor: Războiul clonelor (film)
Star Wars: Războiul clonelor (engleză: Star Wars: The Clone Wars) este un film SF creat pe computer în 2008 ce continuă aventurile în universul Star Wars.  Este plasat între Star Wars Episode II: Attack of the Clones și Star Wars Episode III: Revenge of the Sith. Filmul a avut premiera pe 10 august 2008 la Grauman's Egyptian Theatre și a fost lansat în cinematografe pe 14 august 2008 în Australia, și pe 15 august în SUA, Canada și Anglia de Warner Bros.
Star Wars: The Clone Wars este primul din serie distribuit de Warner Bros. în locul 20th Century Fox. Este primul film teatral Star Wars regizat de altcineva decât George Lucas de la Return of the Jedi'. De asemenea, este singurul film Star Wars a cărei muzică n-a fost compusă de John Williams; Kevin Kiner a fost angajat pentru a compune alte melodii, care au fost combinate cu unele melodii de John Williams din filmele precedente Star Wars.
The Clone Wars este creat pentru a introduce seria tv cu același nume, ce a debutat pe 3 octombrie 2008. Este localizat în aproape același timp ca și seria din 2003.

## Rezumat
Separatiștii controlează principalele coridoare din hiperspațiu despărțind cavalerii Jedi de majoritate armatei de clone.În timp ce aceștia sunt ocupați cu războiul nu au observat că fiul lordului criminalilor, Jabba The Hutt a fost răpit.Acum Jabba se roagă după ajutor.
Anakin Skywalker și Obi-Wan Kenobi sunt ocupați cu bătălia de pe planeta Christophsis împotriva separatiștilor.În acest timp maestrul Yoda trimite un mesager care să îi anunțe despre răpirea lui Rotta, fiul lui Jabba deoarece comunicațiile au fost întrerupte.Când nava republicii aterizează 
o fată tânără din neamul Togruta pe nume Ahsoka Tano coboară din navă .Aceasta urma să fie padawanul lui Obi-Wan
dar maestrul Yoda a repartizat-o lui Anakin Skywalker.În ciuda faptului că acesta nu își dorea un padawan, Anakin trebuie să o ia pe Ahsoka cu el pe timpul bătăliei de pe Christophsis.Ahsoka ajută la distrugerea scutului de energie al separatiștilor si grăbește victoria republicii.Anakin crede că nu ar rezista ca padawan al lui Obi-Wan așa că alege să o învețe.
După victoria de pe Christophsis, cavalerii Jedi primesc de al salva pe fiul lui Jabba.

## Voci
| Actorul                  | Rolul                                       |
| ------------------------ | ------------------------------------------- |
| Matt Lanter              | Anakin Skywalker                            |
| Ashley Eckstein          | Ahsoka Tano                                 |
| James Arnold Taylor      | Obi-Wan Kenobi 4A-7                         |
| Tom Kane                 | Yoda Povestitorul Amiralul Yularen          |
| Christopher Lee          | Contele Dooku                               |
| Dee Bradley Baker        | Soldații Clone                              |
| Samuel L. Jackson        | Mace Windu                                  |
| Nika Futterman           | Asajj Ventress TC-70                        |
| Anthony Daniels          | C-3PO                                       |
| Ian Abercrombie          | Cancelarul Suprem Palpatine / Darth Sidious |
| Catherine Taber          | Padmé Amidala                               |
| Corey Burton             | Whorm Loathsom Ziro the Hutt                |
| David Acord              | Rotta the Huttlet                           |
| Kevin Michael Richardson | Jabba the Hutt                              |
| Matthew Wood             | Droizii de luptă                            |